# Triphenylzinnhydroxid
Triphenylzinnhydroxid ist eine chemische Verbindung aus der Gruppe der zinnorganischen Verbindungen. Bei Erwärmen über 45 °C dehydratisiert es zu Bis(triphenylzinn)oxid, welches bis 250 °C stabil ist.

## Gewinnung und Darstellung
Triphenylzinnhydroxid kann durch Reaktion von Chlorbenzol mit Magnesium, Zinn(IV)-chlorid in einer Grignard-Reaktion und anschließender Umsetzung mit Natronlauge gewonnen werden.
{\displaystyle \mathrm {C_{6}H_{5}Cl\ +\ Mg\ {\xrightarrow {}}\ C_{6}H_{5}MgCl} }
{\displaystyle \mathrm {SnCl_{4}\ +\ 3\ C_{6}H_{5}MgCl\ {\xrightarrow {}}\ (C_{6}H_{5})_{3}SnCl\ +\ 3\ MgCl_{2}} }
{\displaystyle \mathrm {(C_{6}H_{5})_{3}SnCl\ +\ NaOH\ {\xrightarrow {}}\ (C_{6}H_{5})_{3}SnOH\ +\ NaCl} }

## Verwendung
Triphenylzinnhydroxid wurde als Fungizid verwendet, vor allem gegen die Kraut- und Knollenfäule. Es war in der BRD zwischen 1971 und 2001 zugelassen.
Die EU-Kommission entschied 2002, Triphenylzinnhydroxid wegen der möglichen Gefährdung von Anwendern und Nichtzielorganismen nicht in die Liste der zulässigen Wirkstoffe von Pflanzenschutzmitteln aufzunehmen.
In Deutschland, Österreich und der Schweiz sind keine Pflanzenschutzmittel mit diesem Wirkstoff zugelassen.
In der Vergangenheit wurden Triphenylzinnverbindungen in der Landwirtschaft als Fungizide  und als Algizide und Molluskizide in Anti-fouling-Farben verwendet. In der EU ist der Einsatz von Phenylzinnverbindungen in der Landwirtschaft seit 1998 bei der Herstellung von Farben seit 2003 verboten.

## Sicherheitshinweise
Triphenylzinnhydroxid ist stark reizend bis ätzend an der Augenbindehaut; es wurden auch Hautreizungen beobachtet. Im Tierversuch zeigt wurde keine hautsensibiliserende Wirkung festgestellt.  Zinnorganische Verbindungen werden als giftig bis sehr giftig eingestuft. Bei Aufnahme reichern sie sich in Leber, Niere und Nebennieren an.
Die Toxizität gegenüber Säugetieren liegt bei LC50 (inhalativ – Ratte) 60,3 mg·kg−1, LD50 (oral – Ratte) 160 – 360 mg·kg−1 und LD50 (dermal – Ratte) 1600 mg·kg−1.
Aufgrund der Analogie zur Wirkung von Triphenylzinnhydroxid wurde für alle Phenylzinnverbindungen ein MAK-Wert von 0,002  mg Zinn·m−3 festgelegt.